# Oldwig von Natzmer
Oldwig Anton Leopold von Natzmer (né le 18 avril 1782 à Vellin et mort le 1er novembre 1861 à Matzdorf, arrondissement de Löwenberg-en-Silésie) est un général d'infanterie prussien.

## Biographie

### Origine
Il est issu de la vieille famille militaire von Natzmer, dont est également issu le feld-maréchal Dubislav Gneomar von Natzmer (1654-1739). Son père est Wolf Heinrich von Natzmer (1735-1787) de la maison de Rötzenhagen, colonel prussien et commandant de Colberg, et sa mère, Dorothea Charlotte Hedwig, née von Natzmer (1749-1827) de la maison de Bellin. Après la mort de son mari, sa mère épouse le général Otto Ludwig von Wobeser (de). Le général de division Wilhelm Dubislav von Natzmer (de) (1770-1842) est son frère aîné.

### Carrière militaire
En 1795, Natzmer devient page du corps du roi Frédéric-Guillaume II et est un ami du prince Guillaume, frère de Frédéric-Guillaume III. Le 19 janvier 1798, il entre comme enseigne au 1er bataillon de la Garde de l'armée prussienne et est déjà employé comme sous-lieutenant à l'état-major général. En tant que premier lieutenant et Adjudant de bataillon, Natzmer combat en 1806 dans la bataille d'Iéna et dans la bataille de Nordhausen. Il est capturé par les Français près de Prenzlau, mais est libéré sur parole d'honneur et ainsi tenu à l'écart des combats.
Après le traité de Tilsit Natzmer reçoit, en tant que capitaine d'état-major, le commandement de la 1re compagnie de la Garde nouvellement formée et est utilisé à plusieurs reprises dans les travaux de réorganisation de l'armée. Il est co-auteur du règlement d'exercice d'infanterie et de cavalerie. En 1809, Natzmer est promu capitaine et adjudant d'aile du roi Friédéric-Guillaume III. En 1812, il accompagne le roi en tant que major (à partir de 1810) au congrès princier de Dresde. Ils y rencontrent Napoléon, qui fait les derniers préparatifs de sa campagne de Russie.
En septembre 1812, Natzmer est envoyé à Vienne pour poursuivre le rapprochement avec l'Autriche amorcé à Dresde. En janvier 1813, il apporte la nouvelle de la séparation du général Yorck de l'armée française au quartier général français et est peu après envoyé auprès du tsar Alexandre II, où il initie l'alliance avec la Russie. En tant que lieutenant-colonel et adjudant d'escadre, il participe aux batailles de Dresde, de Kulm, à la bataille de Peterswalde et à toutes les batailles ultérieures jusqu'à la bataille de Leipzig en 1813. Lors de la campagne de 1814, Natzmer, devenu colonel, est l'accompagnateur militaire du prince Guillaume, futur empereur allemand. Natzmer reçoit les deux classes de la croix de fer, l'Ordre de Saint-Vladimir de 3e classe ainsi que la croix de chevalier de l'Ordre de Léopold. Après le traité de Paris, il accompagne le roi de Prusse en Angleterre. En 1815, En 1815, Natzmer retourne à la troupe et prend le commandement de la brigade de grenadiers. Cependant, vu le déroulement rapide de la campagne, il n'est plus engagé. En octobre 1815, alors qu'il a 33 ans, il est promu major général.
En 1817, Natzmer accompagne la princesse Charlotte et le prince Guillaume en Russie. En 1820, il reçoit le commandement de la 11e division d'infanterie à Breslau, et en 1821 il accompagne le prince héritier à un congrès à Opava. Plus tard, il est le commissaire militaire prussien dans la campagne de l'armée autrichienne contre Naples. Natzmer fait partie du quartier général de Frimont et reçoit la Grand-croix de l'Ordre napolitain du mérite militaire pour son action. En 1822/23, il accompagne le prince Guillaume lors d'un voyage à travers les états allemands, la Suisse et les états italiens. En 1825, il devient lieutenant général et en 1827, il reçoit le commandement de la 8e division d'infanterie à Erfurt. En même temps, Natzmer est également le premier commandant de la ville et reçoit le 18 janvier 1832 l'Ordre de l'Aigle rouge de 1re classe avec feuilles de chêne. En mars 1832, il est d'abord chargé de diriger le 1er corps d'armée à Königsberg. C'est à ce poste que le roi Frédéric-Guillaume III le nomma chef du 12e régiment de hussards. Le 18 septembre 1835, il est nommé général commandant. L'empereur Nicolas Ier de Russie rend hommage à Natzmer en lui décernant l'Ordre de l'Aigle blanc et l'Ordre Alexandre Nevski.
En raison de son asthme, Natzmer est mis à disposition fin novembre 1839, à la suite de demandes répétées, et est en même temps nommé membre du Conseil d'État prussien et l'adjudant général du roi. En 1840, Natzmer est promu général d'infanterie et chevalier de l'Ordre de l'Aigle noir. En 1841, il reçoit la Grand-Croix de l'Ordre de la Maison d'Henri le Lion et en 1842 la Grand-Croix de l'Ordre du Lion néerlandais. Le 18 mai 1848 Natzmer prend sa retraite.
Il est fait chevalier de l'Ordre de Saint-Jean et meurt le 1er novembre 1861 dans son domaine de Matzdorf dans l'arrondissement de Löwenberg-en-Silésie.

### Famille
Pendant longtemps, Natzmer est en couple avec Julie de Prusse (1793-1848), fille du roi de Prusse Frédéric-Guillaume II issue de son union avec la comtesse von Donhoff, qui épouse plus tard Ferdinand von Anhalt-Köthen (1769-1830). Le 20 septembre 1824 Natzmer épouse Luise Henriette baronne von Richthofen (1801-1878) de la maison de Kohlhöhe, une fille de la princesse von Holstein-Beck, à Breslau. Le mariage est resté sans enfant.